# Кассано-Ірпіно
Кассано-Ірпіно (італ. Cassano Irpino) — муніципалітет в Італії, у регіоні Кампанія, провінція Авелліно.
Кассано-Ірпіно розташоване на відстані близько 250 км на південний схід від Рима, 70 км на схід від Неаполя, 21 км на схід від Авелліно.
Населення — 994 особи (2014).
Щорічний фестиваль відбувається 25 серпня. Покровитель — святий Варфоломій Apostolo.

## Демографія
Населення за роками:

Станом на 1 січня 2023 року в муніципалітеті офіційно проживали 54 іноземці з 11 країн, серед них 25 громадян країн Євросоюзу та 3 громадяни України.

## Сусідні муніципалітети
- Монтелла
- Монтемарано
- Нуско